# مقتل باسكال سليمان
في 9 أبريل 2024، قُتل باسكال سليمان، وهو شخصية بارزة في حزب القوات اللبنانية المسيحي، في منطقة جبيل، لبنان. وبعد يوم ونصف تقريبًا، عُثر على جثته في سوريا، مما أثار استياءً بين السكان في لبنان، الذين أظهروا غضبهم على اللاجئين السوريين الفارين من الحرب الأهلية السورية إلى لبنان لعدة أيام.

## القتل
بعد ظهر 7 أبريل 2024، كان باسكال سليمان، وهو منسق لحزب القوات اللبناني في منطقة جبيل، قد عاد من زيارة تعزية وركب سيارته. أثناء القيادة، تعرض لكمين واختطف من قبل مجهولين. وبعد يوم ونصف، عُثر على جثته في سوريا. سُلمت جثة باسكال سليمان إلى مستشفى بشار الأسد في حمص من قبل الصليب الأحمر اللبناني ومن ثم نُقلت إلى لبنان.

## عواقب القتل
في البداية، ادعي أن حزب الله وراء عملية القتل، ولكن قوى الأمن اللبنانية زعمت أن عصابة من اللاجئين السوريين هي المسؤولة عن العملية. أثار اكتشاف جثته في سوريا وتحميل اللوم على جميع اللاجئين السوريين غضب المسيحيين في لبنان، الذين اشتبكوا مع اللاجئين في شوارع جبيل وأماكن أخرى في جميع أنحاء لبنان. في 10 أبريل، أعلن المسيحيون المحليون في برج حمود، ضاحية بيروت، للمهاجرين السوريين في المنطقة أن يجب أن يخلوا جميع الأعمال والشقق في برج حمود حتى 12 أبريل. في اليوم التالي، وزع حزب القوات منشورات في حي الأشرفية ببيروت، مصدرين إنذارًا للاجئين السوريين بمغادرة المنطقة حتى 12 أبريل (اليوم التالي). وبعد الحادث، أعلن وزير الداخلية اللبناني أن وجود السوريين في لبنان يجب أن ينتهي، ووُجهت قوات الأمن لإنفاذ القانون اللبناني على اللاجئين السوريين داخل الأراضي اللبنانية. على الرغم من نتائج التحقيقات التي تشير إلى ضلوع بعض المحسوبين على اللاجئين السوريين في القتل، فقد ندد المشاركون في موكب نقل جثمان سليمان من سوريا إلى لبنان بحزب الله باعتباره "منظمة إرهابية". وستُقام الجنازة يوم الجمعة 12 أبريل في الساعة 1:00 مساءً في كنيسة القديس جرجس في جبيل. ودعا المجتمع المسيحي اللبناني مواطني لبنان إلى التوحد والمشاركة في مراسم الجنازة تضامناً مع "استشهاد" سليمان.ا